# Cervens
Cervens est une commune française située dans le Chablais, en département Haute-Savoie et en région Auvergne-Rhône-Alpes. Elle fait partie de l'agglomération transfrontalière du Grand Genève.

## Géographie

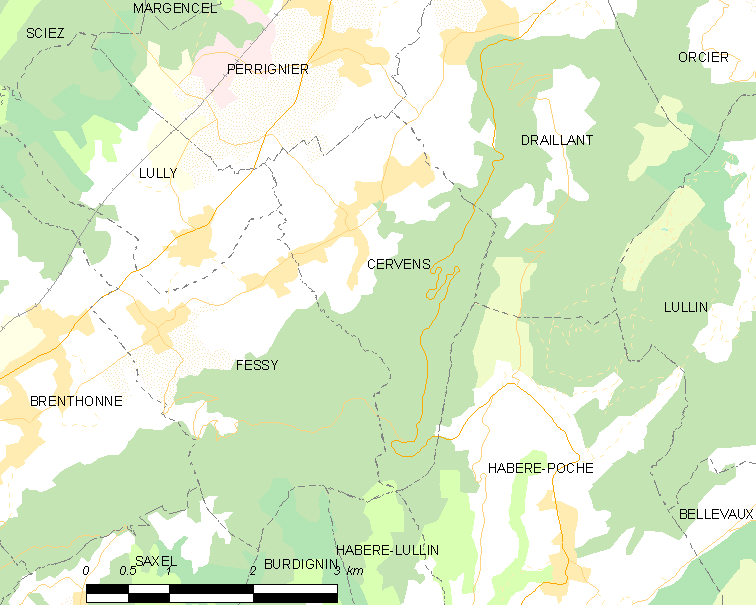
Territoire de Cervens et les communes limitrophes.

Cervens, située à 614 m d'altitude, se trouve à 10 kilomètres au sud-ouest de Thonon-les-Bains (à vol d'oiseau). Elle appartient à la région du Bas-Chablais, près de la source du ruisseau de la Gurnaz, au pied du massif du Chablais et du col de Cou.
La superficie communale atteint 6,36 km2 et se partage en plusieurs zones : au nord, on trouve le plateau du Bas-Chablais où coulent les ruisseaux de la Gurnaz et du Redon en direction du lac Léman. Au sud et au sud-est, la pente augmente d'abord doucement puis plus rapidement jusqu'au Crêt Vernay (1 220 m). Avec la Pointe de Targaillan, située au sud-est du col de Cou, on atteint le point culminant de la commune (1 230 m).
Les hameaux de Terrotet (605 m) et Pessinges (624 m), dépendants de la commune de Cervens, se trouvent au pied du Crêt Vernay. Les communes limitrophes sont Perrignier au nord, Draillant à l'est, Habère-Poche et Habère-Lullin au sud ainsi que Fessy et Lully à l'ouest.

## Urbanisme

### Typologie
Au 1er janvier 2024, Cervens est catégorisée bourg rural, selon la nouvelle grille communale de densité à sept niveaux définie par l'Insee en 2022.
Elle appartient à l'unité urbaine de Perrignier, une agglomération intra-départementale regroupant cinq  communes, dont elle est ville-centre,,. Par ailleurs la commune fait partie de l'aire d'attraction de Genève - Annemasse (partie française), dont elle est une commune de la couronne,. Cette aire, qui regroupe 158 communes, est catégorisée dans les aires de 700 000 habitants ou plus (hors Paris),.

### Occupation des sols
L'occupation des sols de la commune, telle qu'elle ressort de la base de données européenne d’occupation biophysique des sols Corine Land Cover (CLC), est marquée par l'importance des forêts et milieux semi-naturels (54,5 % en 2018), une proportion identique à celle de 1990 (54,5 %). La répartition détaillée en 2018 est la suivante : 
forêts (54,5 %), zones agricoles hétérogènes (21,4 %), prairies (14,1 %), zones urbanisées (10 %).
L'IGN met par ailleurs à disposition un outil en ligne permettant de comparer l’évolution dans le temps de l’occupation des sols de la commune (ou de territoires à des échelles différentes). Plusieurs époques sont accessibles sous forme de cartes ou photos aériennes : la carte de Cassini (XVIIIe siècle), la carte d'état-major (1820-1866) et la période actuelle (1950 à aujourd'hui).

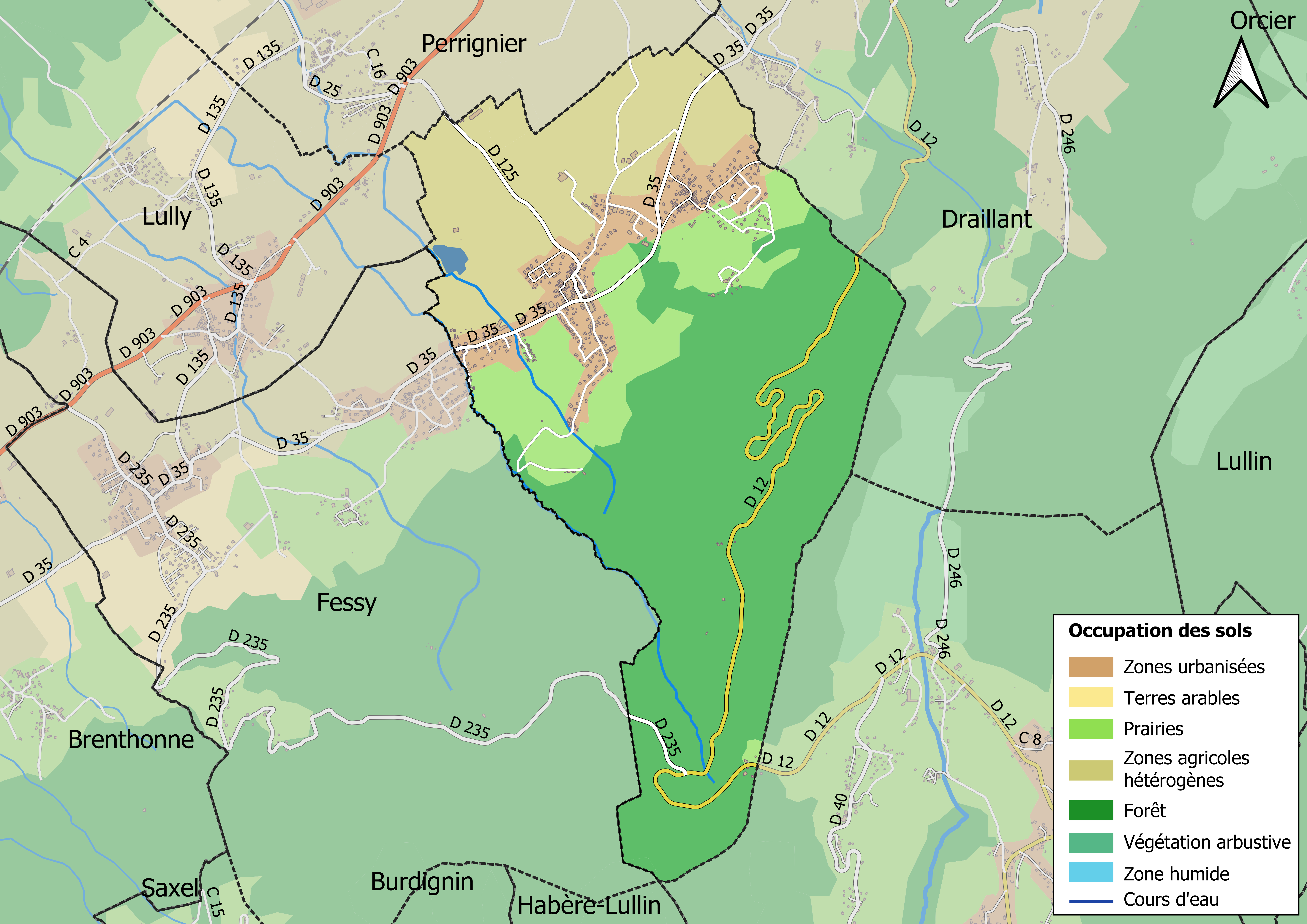
Carte des infrastructures et de l'occupation des sols en 2018 (CLC) de la commune.
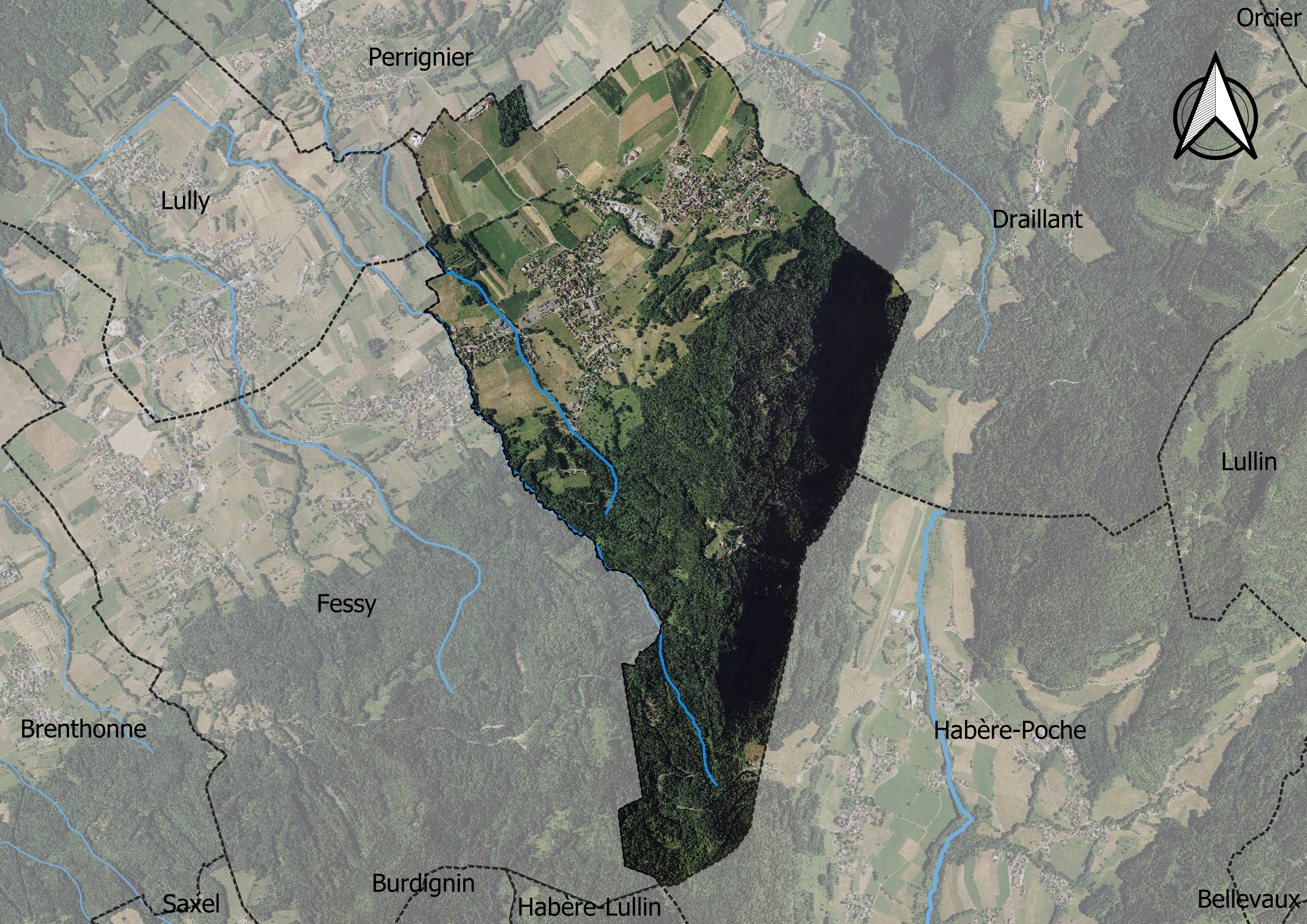
Carte orthophotogrammétrique de la commune.

## Toponymie
Dans les documents médiévaux, Cervens est mentionnée sous les formes suivantes Cervenc, Cervenz (vers 1344), formes que l'on trouve mentionnées dans la Statistique historique du Diocèse d'Annecy (Pettex, 1880) avec également Serventum. Les formes Cervenz ou Cervent sont attestées en 1314 dans un acte.
Le toponyme de Cervens trouverait son origine dans un nom burgonde, probablement dérivant du primitif *Cervingos, « chez les Cervingi », reporté par le site d'Heny Suter. Ce dernier pourrait avoir dérivé de Cervius, provenant du latin cervus et désignant le « cerf ».
En francoprovençal, le nom de la commune s'écrit Farvin (graphie de Conflans) ou Cèrvens (ORB).

## Histoire
Les premières constructions du village remontent à l'époque des Burgondes. En effet, des tuiles, des statuettes et des pièces datant de l'époque romaine y sont découvertes. Une grange du chef-lieu remonte quant à elle au XVIIe siècle.
Une grande famille de Cervens, dont les armoiries sont un cerf, participe aux croisades et lègue au village son symbole. En 1327, le comte Edouard de Savoie obtient l'hommage des frères Aymon et Etienne de Cervens moyennant une vente fictive de cinq cent livres de genevois, convertie par acte du 17 juillet 1327 en rente annuelle de vingt-sept livres sur la châtellenie d'Allinge-Thonon.
En 1956, Hergé place une scène de L'Affaire Tournesol sur la D 25 à 5,2 km de Cervens, certainement dans la forêt de Plambois. Plus loin, Haddock se fait renverser par une voiture italienne dans un village qui est probablement Cervens. Quelques minutes plus tard, la voiture italienne dans laquelle Tintin et Haddock ont pris place traverse un marché du village.

## Politique et administration

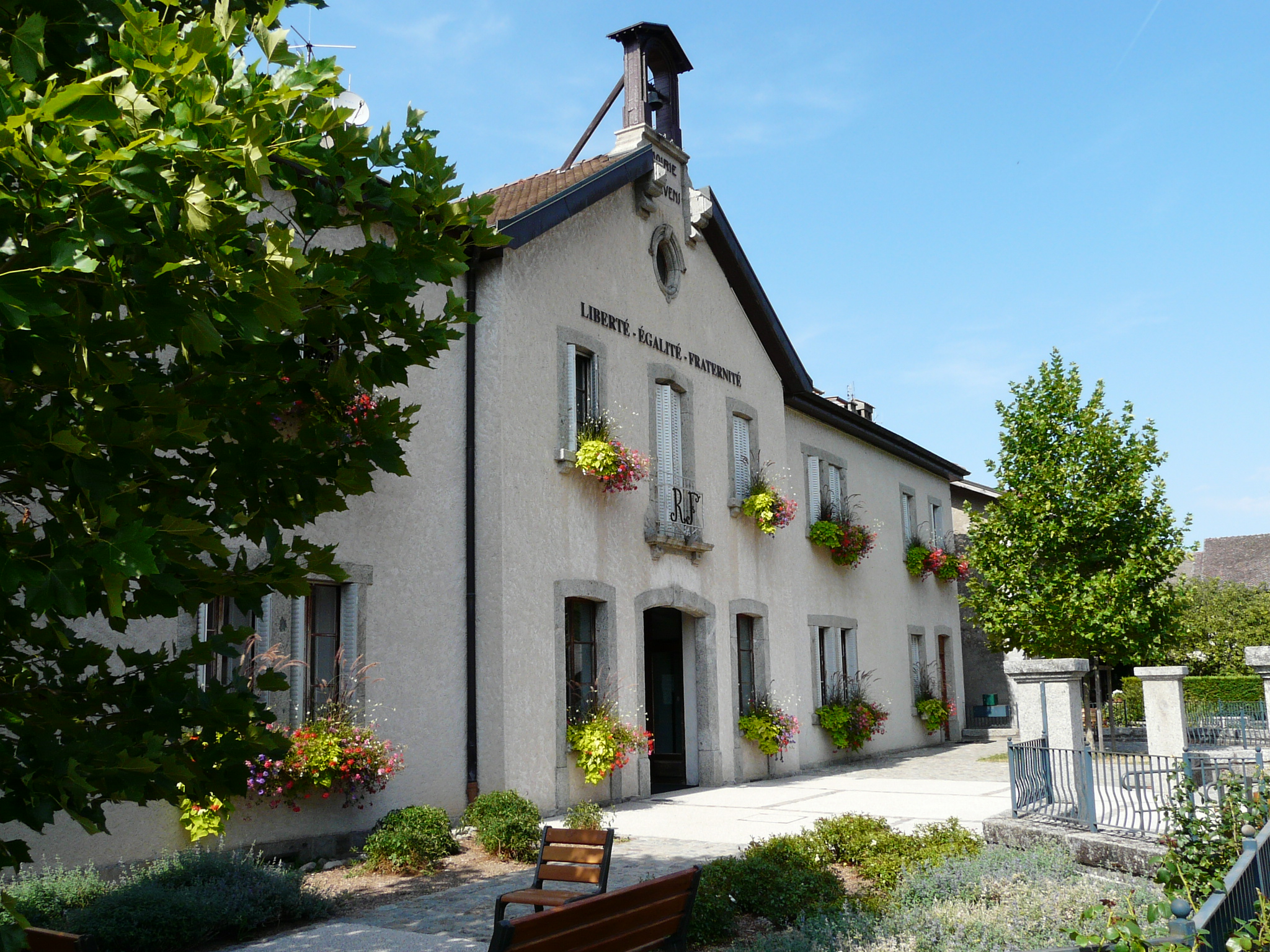
La mairie.

### Situation administrative
Cervens appartient au canton de Thonon-les-Bains, qui compte selon le redécoupage cantonal de 2014 12 communes. Avant ce redécoupage, elle appartenait au canton de Thonon-les-Bains-Ouest, créé en 1995 des suites de la scission de l'ancien canton de Thonon-les-Bains.
Elle forme avec sept autres communes la communauté de communes des collines du Léman (CCCL).
Cervens relève de l'arrondissement de Thonon-les-Bains et de la cinquième circonscription de la Haute-Savoie, dont le député est Marc Francina (UMP) depuis les élections de 2012.

### Tendances politiques et résultats
À l'issue de l'élection présidentielle de 2017, le candidat de la France Insoumise, Jean-Luc Mélenchon, est arrivé en tête du premier tour dans la commune avec 23,99% des suffrages exprimés (149 voix); son quatrième meilleur résultat dans le département. Il devançait de 17 voix Emmanuel Macron (21,26%) et François Fillon de 26 voix (19,81%).
Le second tour s'est quant à lui soldé par la victoire par la victoire d'Emmanuel Macron (411 voix, soit 71,98% des suffrages exprimés, contre 160 voix et 28,02% des suffrages exprimés pour Marine Le Pen).

### Liste des maires
| Période                                  | Période                  | Identité            | Étiquette | Qualité |
| ---------------------------------------- | ------------------------ | ------------------- | --------- | ------- |
| Les données manquantes sont à compléter. |                          |                     |           |         |
| avant 1981                               | ?                        | Armand Vuagnoux     | PCF       |         |
| mars 1989                                | mars 2008                | Jean-Claude Reynaud | PCF       |         |
| mars 2008                                | En cours (au avril 2014) | Gil Thomas          | FG        |         |

## Population et société
Ses habitants sont appelés les Cervanais.

### Démographie
L'évolution du nombre d'habitants est connue à travers les recensements de la population effectués dans la commune depuis 1793. Pour les communes de moins de 10 000 habitants, une enquête de recensement portant sur toute la population est réalisée tous les cinq ans, les populations de référence des années intermédiaires étant quant à elles estimées par interpolation ou extrapolation. Pour la commune, le premier recensement exhaustif entrant dans le cadre du nouveau dispositif a été réalisé en 2006.

En 2022, la commune comptait 1 259 habitants, en évolution de +6,6 % par rapport à 2016 (Haute-Savoie : +6,01 %, France hors Mayotte : +2,11 %).
| 1793 | 1800 | 1806 | 1822 | 1838 | 1848 | 1858 | 1861 | 1866 |
| ---- | ---- | ---- | ---- | ---- | ---- | ---- | ---- | ---- |
| 330  | 368  | 373  | 430  | 599  | 600  | 547  | 572  | 579  |

| 1872 | 1876 | 1881 | 1886 | 1891 | 1896 | 1901 | 1906 | 1911 |
| ---- | ---- | ---- | ---- | ---- | ---- | ---- | ---- | ---- |
| 612  | 615  | 604  | 580  | 572  | 538  | 503  | 517  | 505  |

| 1921 | 1926 | 1931 | 1936 | 1946 | 1954 | 1962 | 1968 | 1975 |
| ---- | ---- | ---- | ---- | ---- | ---- | ---- | ---- | ---- |
| 409  | 406  | 409  | 404  | 353  | 397  | 377  | 376  | 409  |

| 1982 | 1990 | 1999 | 2006 | 2011  | 2016  | 2021  | 2022  | - |
| ---- | ---- | ---- | ---- | ----- | ----- | ----- | ----- | - |
| 410  | 593  | 729  | 897  | 1 119 | 1 181 | 1 248 | 1 259 | - |

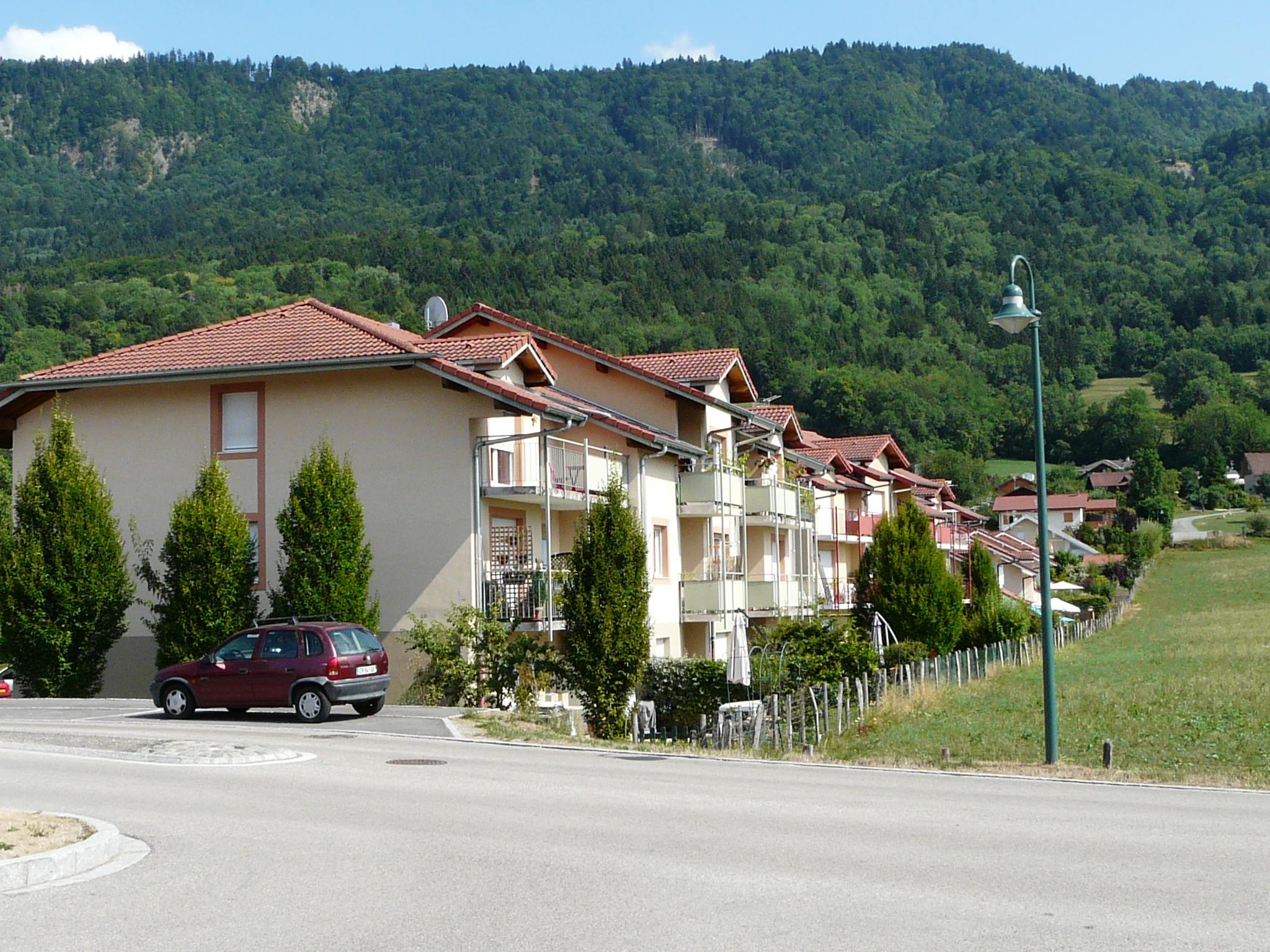
Nouveau lotissement.

Avec 729 habitants (en 1999), Cervens est l'une des plus petites communes de Haute-Savoie. Toutefois, dans les dernières décennies, une croissance forte et continue du nombre d'habitants s'est manifestée dès les années 1970 et s'est accélérée dès les années 1980. À l'extérieur du village, des lotissements sont progressivement apparus.

### Enseignement

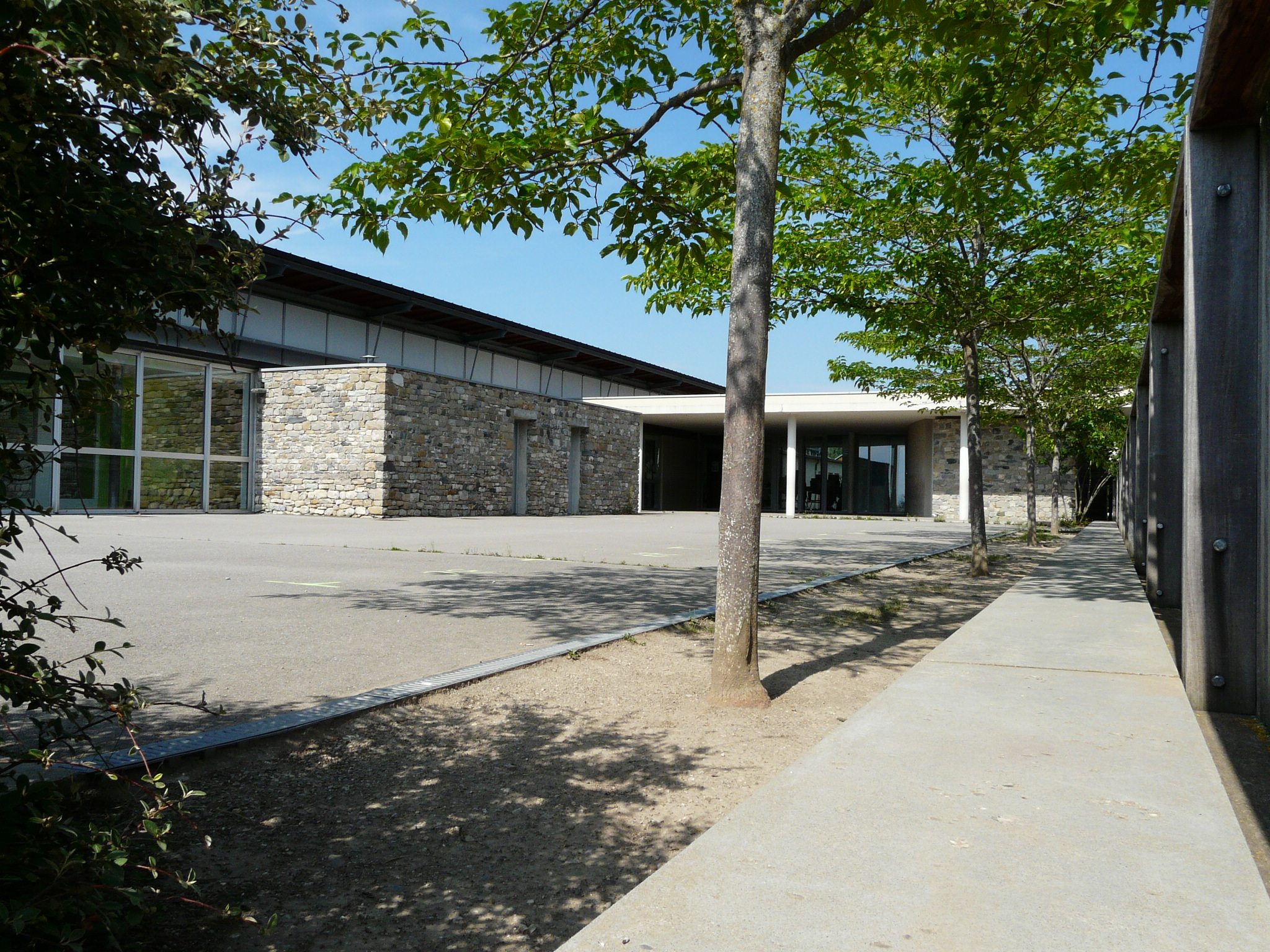
L'école publique.

## Économie et infrastructure
Cervens était, jusqu'à la deuxième moitié du XXe siècle, un village dominé par l'agriculture. Dans les années 1950, on y trouve ainsi une cinquantaine de paysans. Aujourd'hui, il n'en reste que trois. Toutefois, des PME se sont créées. Pourtant, de nombreux habitants partent quotidiennement travailler à Thonon-les-Bains, Annemasse voire Genève (Suisse).
Le village se trouve à l'écart des grands axes de circulation mais est relié à Perrignier par la départementale 903 (Saint-Cergues - Thonon-les-Bains). Des routes communales le relient à Draillant et Lully.

## Culture locale et patrimoine

### Lieux et monuments

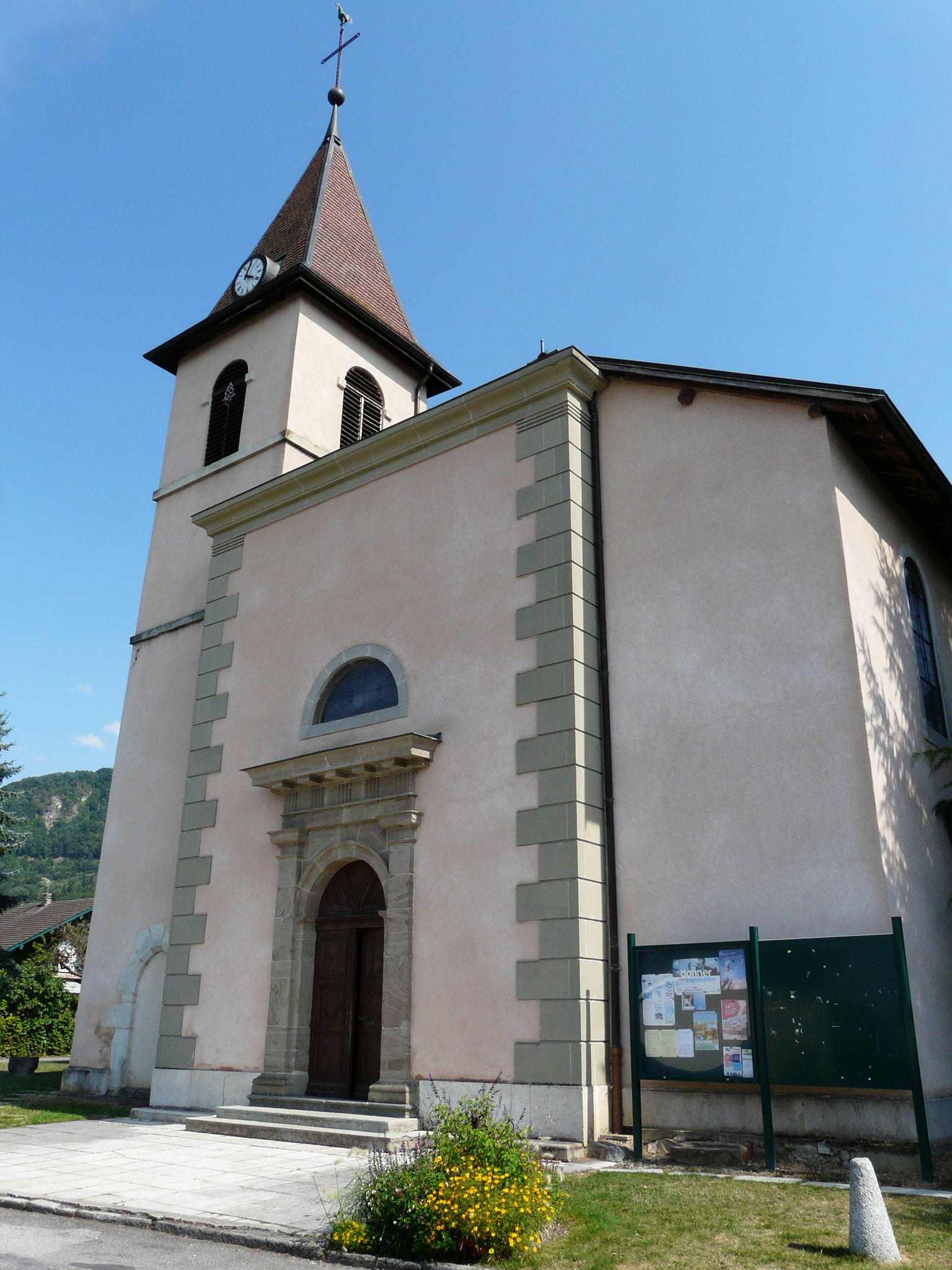
L'église.

- L'église Saint-Étienne de Cervens.

### Personnalités liées à la commune
Albert Boccagny : né le 28 mai 1894 à Perrignier (Haute-Savoie) et décédé le 21 novembre 1983 à Thonon-les-Bains (Haute-Savoie), militant communiste, maire de Cervens révoqué par le régime de Vichy, conseiller général du canton de Thonon-les-Bains, membre de la première et de la seconde Assemblée nationale constituante, député de la Haute-Savoie de 1946 à 1951 et de 1956 à 1958.

### Héraldique
| Blason de Cervens | Blason  | D'argent au chef d'azur, et brochant sur le tout, à un cerf saillant de gueules, ramé du champ et chargé sur son épaule d'un croissant du même ; le tout abaissé sous un chef cousu de gueules à une croix d'argent, qui est de Savoie.      |
| Blason de Cervens | Détails | Les armes de Cervens viennent très certainement de celles de Jean de Cervens dit du Vernay, maréchal de Savoie, seigneur de la Rochette, et chevalier du collier de l'annonciade de 1383 à 1391. La surcharge de « Savoie » est postérieure. |